# دریادارهای آفریقایی
دریادارهای آفریقایی (نام علمی: Precis) نام یک سرده از زیرخانواده فرشته‌بالان است.